# II (2 Unlimited-album)
A II. című stúdióalbum a holland 2 Unlimited 1998-ban megjelent albuma, melynek tagjai Romy van Ooyen és Marjon van Iwaarden. Ez az album már a korábbi tagok nélkül készült el, és nem is ért el akkora sikereket mint a korábbi albumok. Az album is csak néhány Európai országban jelent meg.
A Wanna Get Up című dalhoz SASH!  a Natural Born Grooves, és Rob Buton is készített remixet.
Az album nem volt túl sikeres, így az énekesnők el is hagyták a csapatot.

## Az album dalai
| #   | Cím                    | Hossz |
| --- | ---------------------- | ----- |
| 1.  | "Wanna Get Up"         | 3:14  |
| 2.  | "The Edge Of Heaven"   | 4:14  |
| 3.  | "Never Surrender"      | 4:31  |
| 4.  | "Closer 2U"            | 5:14  |
| 5.  | "Back Into The Groove" | 4:00  |
| 6.  | "Someone to Get There" | 5:25  |
| 7.  | "I'm Ready"            | 3:19  |
| 8.  | "Move On Up"           | 4:37  |
| 9.  | "Let's Celebrate"      | 3:56  |
| 10. | "Be Free Tonight"      | 3:50  |